# Рікардо Лаґос
Рікардо Фроліан Лаґос Ескобар (ісп. Ricardo Froilán Lagos Escobar, народився 2 березня 1938 в Сантьяго, Чилі) — юрист, економіст і політик, що займав посаду президента Чилі в період 2000–2006 років.

## Біографія
Рікардо Лаґос вивчав юриспруденцію в Чилі і США, працював в ООН і, після свого повернення до Чилі в 1978 році, у Міжнародному валютному фонді. В середині 1980-х років Лагос став безперечним лідером демократичної опозиції (Concertación), але в 1990 році він все ж таки, будучи соціалістом, відмовився від свого лідерства. В 1990-х роках працював в різних міністерствах, в 1999 став кандидатом на президентських виборах і отримав на них перемогу. Також Лаґос — перший офіційно нерелігійний президент Чилі.